# Baccha
Baccha là một chi ruồi trong họ Syrphidae.

## Hình ảnh

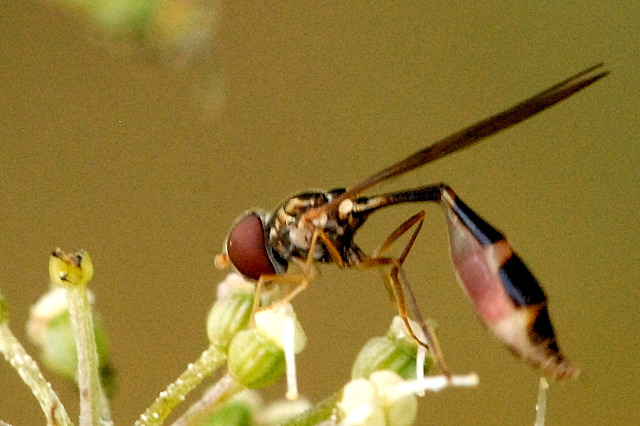